# Milano 3
Milano 3 (o anche Milano Tre, abbreviato MI3 e M3, Milan Trii in dialetto milanese) è un centro residenziale situato nel territorio del comune italiano di Basiglio (MI). Più precisamente il quartiere, che comprende anche il centro direzionale Milano 3 City, occupa la quasi totalità del territorio di Romano Paltano, frazione di tale comune.

## Storia

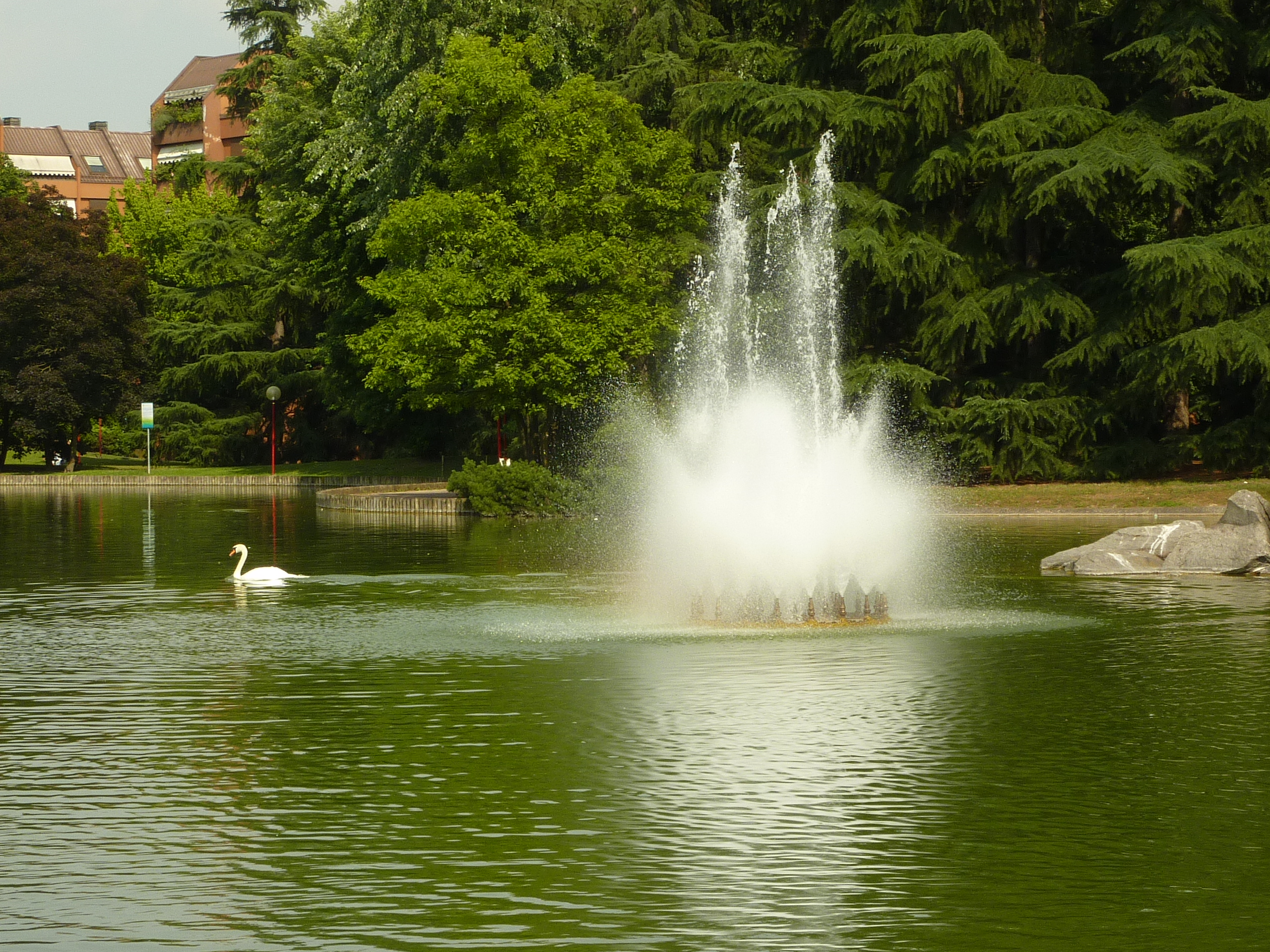
Il laghetto al centro di Milano 3

La società Edilnord s.a.s., appartenente al gruppo Fininvest di Silvio Berlusconi, iniziò i lavori di costruzione di Milano 3 tra il 1980 e il 1991, dieci anni dopo aver realizzato il più piccolo quartiere di Milano 2, seguendone lo stesso impianto urbanistico. Milano 3 è stato progettato e costruito da Edilnord Progetti Spa e dallo studio di architettura guidato da Giancarlo Ragazzi.

## Descrizione
Milano 3 si trova nel comune di Basiglio, a sud-ovest di Milano; dista 13 km dal centro del capoluogo lombardo. Ospita 7 000 abitanti (oltre l'80% della popolazione del comune di Basiglio) su 14 chilometri quadrati (quasi cinque volte l'estensione di Milano 2). Inoltre dispone di un centro diurno, tre scuole dell'infanzia, una scuola primaria, una scuola secondaria, diversi campi da gioco e un circolo sportivo con palestra, campi da tennis e piscine.
Il complesso è servito anche da un centro commerciale. Come Milano 2, anche questo complesso ha un sistema viario che prevede percorsi pedonali e piste ciclabili sopraelevate, che consentono, a pedoni e biciclette, di non dover quasi mai attraversare le strade carrabili.
Il quartiere, come il "predecessore" Milano 2, costituisce a tutti gli effetti una cittadina autonoma, caratterizzata dall'uniformità, dall'ordine delle costruzioni e dalla presenza di ampi spazi verdi.
Nella zona a sud di Milano 3, tra il 1988 ed il 1993,  è stata poi costruita un'area direzionale, chiamata Milano 3 City, in cui hanno sede alcune grandi aziende e multinazionali quali Banca Mediolanum, AstraZeneca e Diebold Nixdorf, che impiegano complessivamente circa 4 000 persone.

## Infrastrutture e trasporti
I bus a chiamata garantiscono il trasporto ai residenti in tutte le zone limitrofe e alle fermate del tram per raggiungere Milano. I collegamenti per Milano sono effettuati con autolinea n.230, che ha fermate nel centro di Basiglio, nel perimetro di Milano 3 e capolinea a Milano in Piazza Abbiategrasso presso la metropolitana linea verde M2.